# Kristina Riis-Johannessen
Kristina Riis-Johannessen (ur. 5 marca 1991) – norweska narciarka alpejska, mistrzyni świata.

## Kariera
Na arenie międzynarodowej po raz pierwszy pojawiła się 26 listopada 2006 roku w Bjorli, gdzie w zawodach FIS Race w slalomie zajęła 30. miejsce. W 2009 roku wystartowała na mistrzostwach świata juniorów w Garmisch-Partenkirchen, gdzie jej najlepszym wynikiem było osiemnaste miejsce w zjeździe. Podczas rozgrywanych rok później mistrzostw świata juniorów w regionie Mont Blanc zajęła 45. miejsce w supergigancie.
W zawodach Pucharu Świata zadebiutowała 29 grudnia 2016 roku w Semmering, gdzie nie ukończyła pierwszego przejazdu slalomu. Pierwsze pucharowe punkty wywalczyła 10 marca 2017 roku w Squaw Valley, zajmując 24. miejsce w gigancie. Na mistrzostwach świata w Cortinie d’Ampezzo w 2021 roku wspólnie z Kristin Lysdahl, Fabianem Wilkensem Solheimem, Theą Louise Stjernesund i Sebastianem Fossem Solevågiem zwyciężyła w zawodach drużynowych.

## Osiągnięcia

### Mistrzostwa świata
| Miejsce | Dzień     | Rok  | Miejscowość       | Konkurencja       | Czas biegu | Strata | Zwyciężczyni                        |
| ------- | --------- | ---- | ----------------- | ----------------- | ---------- | ------ | ----------------------------------- |
| 21.     | 7 lutego  | 2017 | Sankt Moritz      | Supergigant       | 1:32,34    | +2,26  | Nicole Schmidhofer                  |
| DNF1    | 10 lutego | 2017 | Sankt Moritz      | Superkombinacja   | 1:58,88    | -      | Wendy Holdener                      |
| 29.     | 12 lutego | 2017 | Sankt Moritz      | Zjazd             | 1:32,85    | +2,87  | Ilka Štuhec                         |
| 31.     | 16 lutego | 2017 | Sankt Moritz      | Gigant            | 2:05,55    | +5,24  | Tessa Worley                        |
| DNQ     | 16 lutego | 2021 | Cortina d’Ampezzo | Gigant równoległy | -          | -      | Marta Bassino Katharina Liensberger |
| 1.      | 17 lutego | 2021 | Cortina d’Ampezzo | Zawody drużynowe  | -          | -      | -                                   |
| DNF1    | 20 lutego | 2021 | Cortina d’Ampezzo | Slalom            | 2:30,66    | -      | Katharina Liensberger               |

### Mistrzostwa świata juniorów
| Miejsce | Dzień       | Rok  | Miejscowość       | Konkurencja | Czas biegu | Strata | Zwyciężczyni        |
| ------- | ----------- | ---- | ----------------- | ----------- | ---------- | ------ | ------------------- |
| DNF1    | 1 marca     | 2009 | Ga-Pa             | Slalom      | 1:42,07    | -      | Denise Feierabend   |
| DNF1    | 2 marca     | 2009 | Ga-Pa             | Gigant      | 2:45,81    | -      | Viktoria Rebensburg |
| DNF     | 4 marca     | 2009 | Ga-Pa             | Supergigant | 1:19,80    | -      | Viktoria Rebensburg |
| 18.     | 6 marca     | 2009 | Ga-Pa             | Zjazd       | 1:19,60    | +2,10  | Marine Gauthier     |
| 45.     | 31 stycznia | 2010 | Region Mont Blanc | Supergigant | 1:32,21    | +4,13  | Marine Gauthier     |
| DNF2    | 1 lutego    | 2010 | Region Mont Blanc | Slalom      | 1:34.47    | -      | Christina Geiger    |

### Puchar Świata

#### Miejsca w klasyfikacji generalnej
- sezon 2016/2017: 114.
- sezon 2019/2020: 86.
- sezon 2020/2021:

#### Miejsca na podium chronologicznie
Riis-Johannessen nie stanęła na podium zawodów PŚ.